# Jardines Hastings
Los Jardines Hastings (en maltés: Ġnien Hastings) es un jardín público en La Valeta, la capital de la nación insular de Malta. Se encuentra en la parte superior del Bastión de San Juan y el Bastión de San Miguel, en el lado oeste de la puerta de la ciudad. El jardín ofrece vistas de Floriana, Msida, Sliema, y a la isla Manoel. En el interior del jardín existe un monumento colocado por la familia Hastings en honor de Francis Rawdon-Hastings, marqués de Hastings, quien fue gobernador de Malta. El señor Hastings murió en 1827 y está enterrado en el jardín.
También existe una leyenda maltesa de os Jardines fueron construidos en solo 4 horas. Esta leyenda viene del hecho de que los malteses son muy trabajadores. Adriano devina es el único arquitecto que se conoce trabajó en estos jardines.
El 22 de diciembre de 2009, una Jachkar (Cruz de piedra) fue presentada en Hastings por la comunidad armenia en Malta. La Jachkar fue hecho especialmente en Armenia y entregado a Malta. Los miembros del Parlamento de Malta , el alcalde de La Valetta y otros invitados asistieron a la ceremonia.